# Distomer
| Beispiel: Der Arzneistoff Ibuprofen besteht zu je 50 % aus dem Eutomer und dem Distomer |
| --------------------------------------------------------------------------------------- |
| Eutomer = (S)-(+)-Ibuprofen Dexibuprofen                                                |
| Distomer = (R)-(–)-Ibuprofen                                                            |

Distomer ist ein Begriff aus der medizinischen Chemie und bezeichnet das in Bezug auf eine gewünschte biologische Wirkung weniger aktive Enantiomer eines chiralen Wirkstoffs. Demgegenüber wird das bezüglich der gewünschten biologischen Wirkung aktivere Enantiomer Eutomer genannt. Diese Bezeichnungen wurden nach einem Vorschlag von Everhardus J. Ariens eingeführt, der zugleich die Entwicklung enantiomerenreiner Arzneistoffe zur Reduktion von Arzneimittelnebenwirkungen forderte. Da ein Distomer jedoch in Bezug auf eine andere als die gewünschte biologische Wirkung aktiver sein kann als sein korrespondierendes Eutomer, ist ein Distomer oft für Nebenwirkungen eines aus einem Eutomer-Distomer-Paar bestehenden racemischen Arzneistoffes verantwortlich.
Der Quotient aus den Wirkstärken des Eutomers und des Distomers eines Arzneistoffes ist das eudismische Verhältnis, dessen dekadischer Logarithmus der eudismische Index.